# Hydropsyche hadimensis
Hydropsyche hadimensis là một loài Trichoptera trong họ Hydropsychidae. Chúng phân bố ở miền Cổ bắc.